# Tây Thuận
Tây Thuận là một xã thuộc huyện Tây Sơn, tỉnh Bình Định, Việt Nam.
Xã Tây Thuận có diện tích 77,15 km², dân số năm 2005 là 7261 người, mật độ dân số đạt 94 người/km².

## Hành chính
Xã Tây Thuận được chia thành 4 thôn: Hòa Thuận, Thượng Sơn, Tiên Thuận, Trung Sơn.